# Johann Gottlieb Gleditsch
Johann Gottlieb Gleditsch (ur. 5 lutego 1714 w Lipsku, zm. 5 października 1786 w Berlinie) – niemiecki lekarz i botanik. 

## Życie i praca naukowa
W latach 1728–1735 studiował filozofię i medycynę na Uniwersytecie w Lipsku, na którym w 1732 uzyskał doktorat z filozofii. W 1735 Gleditsch udał się do dr. Haenel, który prowadził praktykę lekarską w Annaberg-Buchholzu. Około 1737 dostał pracę w kolegium medyczno-chirurgicznym w Berlinie, a w 1740 został lekarzem okręgowym w Lubuszu. W 1742 r. uzyskał doktorat z medycyny na Uniwersytecie we Frankfurcie nad Odrą. Tam też prowadził wykłady z fizjologii i botaniki medycznej. 
Od około 1730 roku wraz z Georgiem Friedrichem von Zieten założył ogród botaniczny w Trebnitz (współcześnie Müncheberg). W ogrodzie tym występowało 3025 gatunków i podgatunków roślin uprawnych, takich jak banany, ananasy i kawa, cebule i rośliny drzewiaste. 
W 1744 Gleditsch został pełnoprawnym członkiem Berlińsko-Brandenburskiej Akademii Nauk oraz członkiem Niemieckiej Akademii Przyrodników Leopoldina. W 1746 został profesorem w zakresie anatomii, botaniki i medycyny w kolegium medyczno-chirurgicznym i dyrektorem Ogrodu botanicznego w Berlinie. W ogrodzie tym później przeprowadzał doświadczenia w zakresie płciowego rozmnażania roślin, roli owadów w zapylaniu oraz wpływu czynników klimatycznych na rośliny. W 1746 otrzymał propozycję pracy w Ogrodzie botanicznym w Petersburgu za pensję 2000 rubli. Po podwyższeniu przez Fryderyka II pensji o 200 Reichstalerów Gleditsch zdecydował się jednak zostać w Berlinie.
Gleditsch zasłynął z „experimentum berolinense”. Mianowicie w ogrodzie botanicznym znajdowała się palma daktylowa, która została nabyta przez Fryderyka II Wielkiego i nigdy nie zawiązała owoców. W kwietniu 1749 roku Gleditsch kazał sprowadzić kwitnącą gałąź męskiego okazu palmy daktylowej do Berlina z rodzinnego Lipska z tamtejszego ogrodu botanicznego. Wykorzystał ją do zapylania kwiatów palmy, która kilka miesięcy później po raz pierwszy wydała obfite owoce. W tym eksperymencie zademonstrował rozmnażanie płciowe roślin. W latach 1754–1764 poświęcił się wyłącznie swoim publicznym posadom nauczycielskim. Od 1770 prowadził także wykłady z nauk leśnych w nowo powstałej szkole leśnej. W 1773 został pełnoprawnym członkiem Towarzystwa Przyjaciół Nauk Przyrodniczych w Berlinie. W 1780 został członkiem nadwornej komisji aptekarskiej w Berlinie. Ponadto został nadzorcą gabinetu przyrodniczego akademii, który mieścił się w wieży berlińskiego obserwatorium. Od 1776 był członkiem honorowym Rosyjskiej Akademii Nauk w Petersburgu.
Gleditsch świetnie się spisał jako nauczyciel i był jednym z pierwszych, którzy dawali leśnictwu naukowe podstawy.
Przy nazwach naukowych utworzonych przez niego taksonów standardowo dodawany jest skrót jego nazwiska Gled. (zobacz: lista skrótów nazwisk botaników i mykologów). Uczczono go, nazywając jego nazwiskiem rodzaj roślin glediczja (Gleditsia L.).